# 岡本松濱
岡本 松濱（おかもと しょうひん、1879年12月17日 - 1939年8月16日）は、大阪府出身の俳人。本名信。別号寒菊堂。上町（現大阪市中央区）生。皮革製造所社員の父の長男。
12歳のとき脊椎カリエスにかかり学業を断念、手術により右足が不自由となる。19歳の頃より句作、正岡子規の俳句革新運動に共鳴し、和歌山の銀行に勤めながら「ホトトギス」に投句。高浜虚子に認められたことで1904年に上京し、「ホトトギス」発行所に勤めた。渡辺水巴らと交流、「趣味」誌の選も担当し久保田万太郎、野村喜舟らを育てた。1910年、「ホトトギス」を辞して大阪へ戻り消息を絶つが、1926年「寒菊」を創刊し俳壇に復帰、1933年の廃刊まで主宰。下村槐太、阿部慧月、加藤かけい、大場白水郎らを育てた。代表句に「一人湯に行けば一人や秋の暮れ」など。しっとりとした人事句を得意とし明治の炭太祇と言われた。没後に『松濱句抄 白菊』（1941年）『定本 岡本松濱句文集』（1990年）が刊行されている。